# Cosi duci
I cosi duci, anche chiamati cosi di ficu sono dei dolci tradizionali siciliani che vengono preparati e consumati durante il periodo natalizio.
Tipici di Castellammare del Golfo e diffusi in tutto l'Agro ericino, risalgono almeno al XVIII secolo.
Oggi, vengono preparati in tutta la Sicilia, ma in base alla zona geografica vengono chiamati con diversi nomi: cucciḍḍati, cuḍḍureḍḍi, cassateḍḍi di ficu, buccellati o buccellate.
È una produzione tipica a livello regionale e, come tale, nel 2014 è stata ufficialmente riconosciuta dall'assessorato regionale delle politiche agricole, quindi inserita nella lista dei prodotti agroalimentari tradizionali italiani (P.A.T.) conservata presso il Ministero delle politiche agricole alimentari e forestali (MIPAAF).
Si differenzia dal buccellato palermitano, per le sue piccole e intagliate forme e per l'utilizzo di alcuni ingredienti differenti.

## Caratteristiche

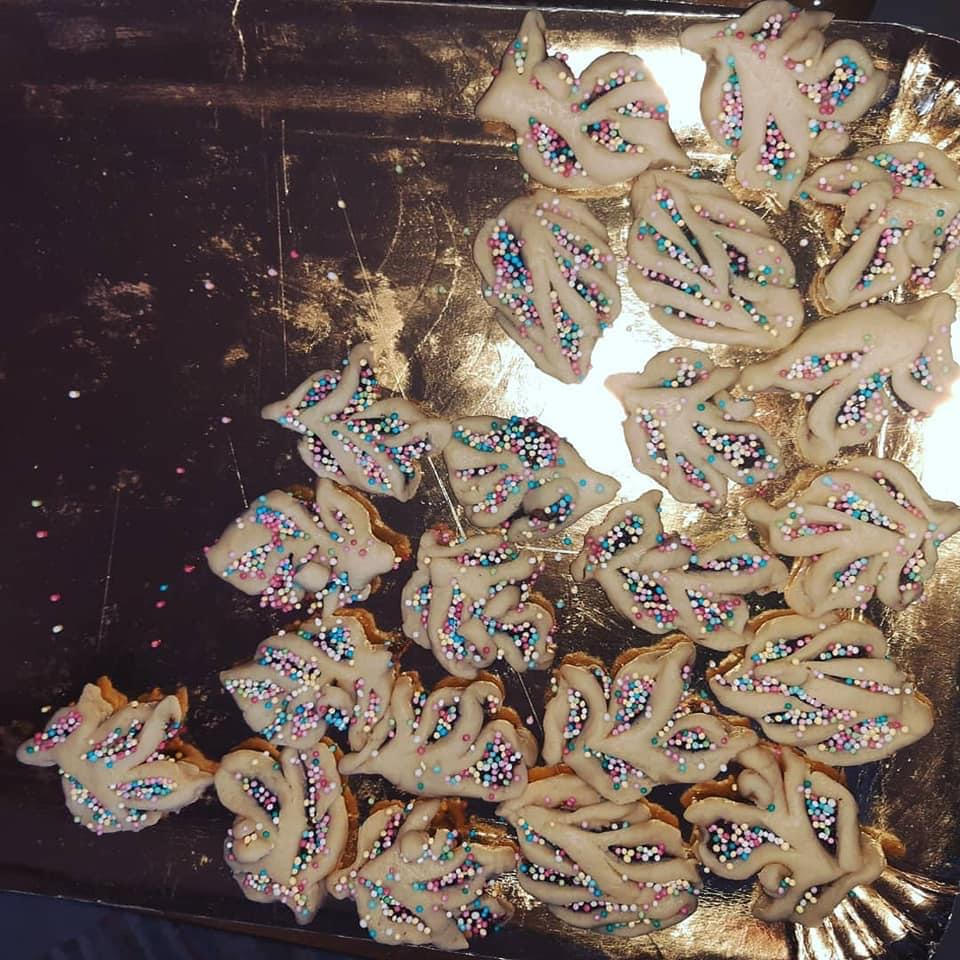
Cosi duci da infornare

I Cosi duci sono degli artistici dolcetti al forno, intagliati rigorosamente a mano. Le loro forme elaborate ricordano le foglie, i fiori o addirittura delle coroncine. Gli ingredienti necessari per la preparazione di questo dolce tipico variano in base alla zona in cui vengono realizzati. Il loro sapore spazia dal sapore dei fichi a quello degli agrumi.
Tradizionalmente si tratta di un impasto in pasta frolla con un ripieno di fichi secchi arricchito da mandorle tostate, noci, zuccata (zucca candita), gocce di cioccolato, scorze d'arancia e di limone. Vengono decorati con delle perline di mille colori, chiamate popolarmente nnaccareḍḍi, e talvolta ricoperti con una glassa o con lo zucchero a velo. I fichi prima della lavorazione, vengono essiccati al sole e successivamente ammorbiditi con del vino cotto.
Esiste una variante, sempre in pasta frolla ma farcita con un ripieno di mandorle pelate e tritate, condito a sua volta con gocce di cioccolato, zuccata (zucca candita), scorza di limone e scorza d'arancia. Una volta sfornati e fatti raffreddare vergono ricoperti solitamente da zucchero a velo o dalla glassa.

## Curiosità e tradizioni
In antichità, nei pomeriggi di Dicembre e molte volte anche dopo cena, le donne di Castellammare si riunivano nelle loro case per preparare un dolce tipico del Natale castellammarese li cosi duci. Una volta preparato il ripieno, si procedeva all'impasto e all'intagliatura. Le donne si mettevano a intagliare attorno ad uno o più tavoli e in compagnia fino a tarda serata preparavano questi dolci destinati a più famiglie.
L'intagliatura è una vera e propria arte, che consiste nel dare una forma sofisticata a questo dolce che si differenzia per la sua forma artistica.
Questi dolci in passato venivano solo prodotti in casa, generalmente da più famiglie per far sì che il lavoro risultasse meno faticoso. Questa tradizione, continua ancora oggi, ed è anche possibile gustare i cosi duci nelle pasticcerie locali durante tutto l'anno e non solo nel periodo Natalizio.